# Isopsera chaseni
Isopsera chaseni är en insektsart som beskrevs av Heinrich Hugo Karny 1926. Isopsera chaseni ingår i släktet Isopsera och familjen vårtbitare. Inga underarter finns listade i Catalogue of Life.